# It’s Almost Dry
| Совокупная оценка | Совокупная оценка |
| Источник          | Оценка            |
| ----------------- | ----------------- |
| Metacritic        | 87/100            |
| Оценки критиков   |                   |
| Источник          | Оценка            |
| Clash             | 8/10              |
| HipHopDX          | 3.8/5             |
| NME               | [ 6 ]             |
| Pitchfork         | 7.8/10            |
| Rolling Stone     | [ 2 ]             |

It’s Almost Dry (с англ. — «Оно почти высохло») — четвёртый студийный альбом американского рэпера Pusha T. Он был выпущен 22 апреля 2022 года на лейблах GOOD Music и Def Jam Recordings. Он дебютировал на первом месте в чарте Billboard 200 7 мая, став первым чарттопером исполнителя. Альбом содержит гостевые участия от Канье Уэста, Jay-Z, Фаррелла Уильямса, Nigo, No Malice, Lil Uzi Vert, Кид Кади, Don Toliver и Labrinth. Уэст и Уильямс стали эксклюзивными продюсерами, каждый спродюсировал по 6 треков с релиза, дополнительными авторами инструменталов стали BoogzDaBeast, 88-Keys, FnZ, Luca Starz, ThaMyind и Labrinth.

## История
19 апреля 2022 года Rolling Stone опубликовал интервью с Pusha T, где объяснил смысл названия альбома:
Я всегда создаю шедевр, и при создании вы в конечном итоге говорите людям, пока они его ждут: «Оно почти высохло», потому что они всегда спрашивают: «Когда это выйдет ?». А шедевры надо ждать. Также в культуре наркотиков люди часто ждут продукта, а он ещё не высох. Вы можете прийти за ним, когда он высохнет.

На следующий день Pusha T официально объявили обложку альбома и список композиций.

## Продвижение
Перед выпуском альбома, Pusha T стал гостем на The Tonight Show Starring Jimmy Fallon и провёл вечеринку в Нью-Йорке под названием Cokechella.
Релизу альбома предшествовал лид-сингл «Diet Coke», который вышел 8 февраля 2022 года вместе с видеоклипом. Следующий сингл «Hear Me Clearly» при участии Nigo был выпущен 4 марта и изначально предназначался только для альбома I Know Nigo!. «Neck & Wrist» при участии Jay-Z и Фаррелла Уильямса вышел 6 апреля.
24 января 2022 года Pusha T поделился изображением американской певицы Ланы Дель Рей, лицо которой скрыто кучей кокаина. Позже он сказал, что разместил изображение, полагая, что он и певица говорят на схожие темы в своей музыке. По словам Pusha T, вскоре после этого лейбл Дель Рей связался с ним и попросил сделать ремикс. За день до того, как изображение было опубликовано, рэпер анонсировал новую музыку. 28 января 2022 года Pusha T поделился публикацией в Instagram, в которой говорилось, что он подписывает контракт с Def Jam.

## Список композиций
| №                   | Название                                                 | Автор(ы) | Продюсер(ы)                                                     | Длительность |
| ------------------- | -------------------------------------------------------- | --- | --------------------------------------------------------------- | ------------ |
| 1.                  | «Brambleton»                                             | Terrence Thornton Pharrell Williams | Уильямс                                                         | 2:50         |
| 2.                  | «Let the Smokers Shine the Coupes»                       | T. Thornton Williams | Уильямс Ojivolta                                                | 2:30         |
| 3.                  | «Dreamin of the Past» (при участии Канье Уэста)          | T. Thornton Kanye West John Lennon | Уэст                                                            | 2:53         |
| 4.                  | «Neck & Wrist» (при участии Jay-Z и Фаррелла Уильямса)   | T. Thornton Уильямс Shawn Carter | Williams                                                        | 3:29         |
| 5.                  | «Just So You Remember»                                   | T. Thornton Jahmal Gwin West Michael Mule Isaac De Boni Brian Farrell                                                                                  | BoogzDaBeast Уэст FnZ                                           | 2:58         |
| 6.                  | «Diet Coke»                                              | T. Thornton Charles Njapa West Joseph Cartagena Jerry Butler Marvin Yancy                                                                              | 88-Keys Уэст                                                    | 3:00         |
| 7.                  | «Rock n Roll» (при участии Канье Уэста и Кид Кади)       | T. Thornton Уэст Scott Mescudi Williams Raul Cubina Mark Williams                                                                                      | Уэст Уильямс Ojivolta                                           | 3:53         |
| 8.                  | «Call My Bluff»                                          | T. Thornton Уильямс | Уильямс                                                         | 2:48         |
| 9.                  | «Scrape It Off» (при участии Lil Uzi Vert и Don Toliver) | T. Thornton Williams Symere Woods Caleb Toliver | Уильямс                                                         | 2:32         |
| 10.                 | «Hear Me Clearly» (совместно с Nigo)                     | T. Thornton Rennard East Gwin West Luca Starz Lawrence Berment S. Carter William Roberts Leigh Elliott Johnny Mollings Leonardo Mollings John Stephens | BoogzDaBeast Уэст Luca Starz (сопрод.) ThaMyind (доп. продюсер) | 2:21         |
| 11.                 | «Open Air»                                               | T. Thornton Williams | Уильямс                                                         | 2:12         |
| 12.                 | «I Pray for You» (при участии Labrinth и No Malice)      | T. Thornton West Timothy Lee McKenzie Gene Elliot Thornton Jr.                                                                                         | Уэст Labrinth                                                   | 4:21         |
| Общая длительность: | Общая длительность:                                      | Общая длительность: | Общая длительность:                                             | 35:47        |

Примечания
- Альтернативная конфигурация трек-листа под названием It’s Почти Dry: Ye vs. Pharrell была выпущена через пару дней после первоначального релиза. В ней шесть треков, спродюсированных Канье, перемещены в начало, а шесть треков, спродюсированных Фарреллом — в конец списка[21].

Сэмплы
- «Dreamin’ of the Past» содержит сэмпл «Jealous Guy», исполненной Donny Hathaway[22].
- «Diet Coke» содержит сэмпл из Verzuz Battle, исполненном Fat Joe[15].
- «Rock N Roll» содержит неуказанный сэмпл из «1+1», исполненной Бейонсе[22].

## Чарты
| Чарт (2022)                            | Высшая позиция |
| -------------------------------------- | -------------- |
| Австралия (ARIA)                       | 11             |
| Австрия (Ö3 Austria)                   | 21             |
| Бельгия/Фландрия (Ultratop)            | 23             |
| Бельгия/Валлония (Ultratop)            | 94             |
| Канада (Canadian Albums Chart)         | 1              |
| Дания (Hitlisten)                      | 16             |
| Нидерланды (Album Top 100)             | 19             |
| Финляндия (Suomen virallinen lista)    | 25             |
| Франция (SNEP)                         | 86             |
| Германия (Offizielle Top 100)          | 37             |
| Ирландия (Irish Albums Chart)          | 11             |
| Италия (FIMI)                          | 82             |
| Литва (AGATA)                          | 30             |
| Новая Зеландия (RMNZ)                  | 6              |
| Норвегия (VG-lista)                    | 10             |
| Испания (PROMUSICAE)                   | 96             |
| Швеция (Sverigetopplistan)             | 31             |
| Швейцария (Schweizer Hitparade)        | 15             |
| Великобритания (UK Albums Chart)       | 7              |
| Великобритания (UK R&B Albums Chart)   | 10             |
| США (Billboard 200)                    | 1              |
| США (Billboard Top R&B/Hip-Hop Albums) | 1              |